# (8919) Ouyangziyuan
(8919) Ouyangziyuan est un astéroïde de la ceinture principale.

## Description
(8919) Ouyangziyuan est un astéroïde de la ceinture principale. Il fut découvert le 9 octobre 1996 à la station de Xinglong par le programme Beijing Schmidt CCD Asteroid Program. Il présente une orbite caractérisée par un demi-grand axe de 2,62 UA, une excentricité de 0,14 et une inclinaison de 13,0° par rapport à l'écliptique.

## Compléments